# Адрієн-Марі Лежандр
Адріє́н-Марі́ Лежа́ндр (фр. Adrien-Marie Legendre; 18 вересня 1752, Париж — 9 січня 1833, там само) — французький математик, з 1783 р. — член Французької академії наук, кавалер ордену Почесного легіону.
Лежандр дав перший послідовний і повний виклад теорії чисел, обґрунтував і розвинув теорію геодезичних вимірювань і першим відкрив і застосував в обчисленнях метод найменших квадратів, широко застосовуваний у наш час. Найвизначнішою була його наукова праця «Начала геометрії»
На честь Лежандра названі поліноми Лежандра.